# Sicz-1
Sicz-1 – ukraiński sztuczny satelita, wysłany na orbitę 31 sierpnia 1995 roku. Był ósmym z serii satelitów Okean-O1 zaprojektowanych przez ukraińskie KB Jużnoje, a zbudowanych przez Jużmasz. Pierwsze 7 satelitów tej serii należało do ZSRR i Rosji.
Sicz-1 został wyniesiony z rosyjskiego kosmodromu Plesieck przez rakietę Cyklon-3. Razem z nim został wystrzelony chilijski satelita FASAT-ALPHA o masie 50 kg, na orbicie nie zdołał się jednak oddzielić od ukraińskiego satelity i został dezaktywowany.
Zadaniem satelity Sicz-1 były obserwacje meteorologiczne i oceanograficzne, obserwacje powierzchni Ziemi oraz badanie jonosfery i magnetosfery. Misja satelity zakończyła się w 1996 roku.
Masa satelity wynosi 1915 kg, krążył na wysokości ponad 659 km.